# Ptliope des Banggai
Ptilinopus subgularis
Espèce
Statut de conservation UICN

 VU  : Vulnérable
Le Ptilope des Banggai ou Ptilope à mentonnière (Ptilinopus subgularis) est une espèce d’oiseaux de la famille des Columbidae.
Il ne faut pas confondre cette espèce avec l'espèce Ptilinopus subgularis qui a été séparée en Ptilinopus subgularis  et Ptilinopus epius et qui portait le nom normalisé de Ptilope à mentonnière.
Cet oiseau est endémique des îles Banggai.

## Taxonomie
Suivant les travaux de Rheindt et al. (2011), les sous-espèces Ptilinopus subgularis epius et P. s. mangoliensis sont séparées et deviennent deux espèces à part entière, Ptilinopus epius, prenant le nom normalisé de Ptilope à mentonnière qui était jusque-là le nom normalisé de P. subgularis ; et Ptilinopus mangoliensis, celui de Ptilope des Sula.
D'après le Congrès ornithologique international, c'est une espèce monotypique (non divisée en sous-espèces).